# Anisacanthus linearis
Anisacanthus linearis là một loài thực vật có hoa trong họ Ô rô. Loài này được (S.H.Hagen) Henrickson & E.J.Lott mô tả khoa học đầu tiên năm 1982.